# Гребля Ваді-Хабб
Гребля Ваді-Хабб (Wadi Khabb) — інженерна споруда на півночі Оману.
У другій половині 20 століття зростання населення Оману та розширення поливного землеробства почало призводити до виснаження водоносних горизонтів, що на тлі пустельного клімату були головним джерелом прісної води в країні. Як наслідок, розробили програму їх поповнення шляхом спорудження численних гребель, які б утримували воду під час короткочасних дощів та забезпечували максимальне всотування води у алювіальні породи русла.
Двадцять дев'ятою та однією з найбільших за розмірами водосховища греблею такого типу стала завершена в 2006 році споруда у Ваді-Хабб (у ексклаві Мусандам у районі Дібба). Долину ваді перекрили насипною земляною спорудою довжиною близько 500 метрів та висотою 20 метрів. Герметичність споруди забезпечує глиняне ядро товщиною 10—15 метрів. Центральна частина греблі виконана як водопереливна ділянка із бетонним облицюванням довжиною біля 200 метрів
Гребля здатна утримувати 2,8 млн м3 води.
Для випуску води до нижньої ділянки русла ваді передбачені кульверти.